# Sulfatación

Grupo sulfato conectado por un enlace éster.

En bioquímica, la sulfatación es una reacción química que implica la unión de un grupo de trióxido de azufre (SO3). Está involucrada en una amplia variedad de procesos biológicos, como la desintoxicación, la regulación hormonal, el reconocimiento molecular y la entrada de virus en una célula.

## Sulfatación en biología
En biología, la sulfatación está normalmente provocada por la enzima sulfotransferasa, que cataliza la transferencia del trióxido de azufre en alcoholes y fenoles, que a su vez se convierten en ésteres de sulfato. La fuente del grupo SO3 es habitualmente la coenzima 3'-Fosfoadenosina-5'-fosfosulfato (PAPS). Cuando el substrato es una amina, el resultado es ácido sulfámico. La sulfatación es una de las principales vías de modificación postraduccional de proteínas.
La sulfatación está involucrada en una gran variedad de procesos biológicos, como la desintoxicación, la regulación hormonal, el reconocimiento molecular, la comunicación celular y la entrada de virus en las células. Se encuentra entre las reacciones del metabolismo de fármacos de fase II, frecuentemente efectiva para hacer que un xenobiótico sea menos activo desde un punto de vista farmacológico y toxicológico. Aun así, a veces desempeña un papel en la activación de xenobióticos (aminas aromáticas, hidrocarburos aromático policíclicos sustituidos por metilos). Otro ejemplo de la sulfatación en biología es la síntesis de glicosoaminoglicanos sulfonados como la heparina, el heparán sulfato, el condroitín sulfato y el dermatán sulfato.

### Sulfatación de tirosina
La sulfatación de tirosina es una modificación postraduccional en la que un residuo de tirosina de una proteína es sulfatado por una tirosilproteína sulfotransferasa (TPST), normalmente en el aparato de Golgi. Las proteínas secretadas y las partes extracelulares de las proteínas de membrana que pasan a través del aparato Golgi pueden ser sulfatadas. La sulfatación ocurre en animales y plantas, pero no en procariotas o levaduras. La función de la sulfatación sigue siendo incierta.

#### Regulación de la sulfatación de tirosina
Existen evidencias muy limitadas que sugieren que los genes TPST están sujetos a regulación transcripcional y que el O-sulfato de tirosina es muy estable y no puede ser degradado fácilmente por las sulfatasas en mamíferos. La O-sulfatación de tirosina es un proceso irreversible. Un anticuerpo llamado PSG2 muestra una alta sensibilidad y especificidad para los epítopos que contienen sulfotirosina independientemente del contexto de la secuencia. Se están desarrollando nuevas herramientas para estudiar los TPST, utilizando péptidos sintéticos y pantallas de moléculas pequeñas.

## Sulfatación en la industria

### Sulfatación de óxidos de calcio
La sulfatación es un proceso utilizado para eliminar el azufre de la combustión de combustibles fósiles. El objetivo es minimizar la contaminación que provocan los gases quemados. La combustión de combustibles que contienen azufre libera dióxido de azufre, el cual se oxida al equivalente al ácido sulfúrico en la atmósfera, altamente corrosivo. Para minimizar el problema, la combustión a menudo se lleva a cabo en presencia de óxido de calcio o carbonato de calcio, que, directa o indirectamente, se unen al dióxido de azufre y algo de oxígeno para dar sulfato de calcio. La reacción es:
CaO  +  SO2   →  CaSO3
CaSO3  +  1/2 O2  →  CaSO4
La reacción neta es sulfatación, la adición de SO3:
CaO  +  SO3   →  CaSO3

### Detergentes y cosmética
La sulfatación es ampliamente utilizada en la fabricación de productos de consumo doméstico como detergentes, champús y cosméticos. Dado que el grupo sulfato es altamente polar, su conjugación con una "cola" lipofílica da propiedades similares a las de los surfacantes. Los más ampliamente utilizados son el dodecilsulfato sódico y el lauril éter sulfato sódico.
El alquilsulfato se produce a partir de alcoholes por reacción con SO3:
ClSO3H  +  ROH   →    ROSO3H  +  HCl
Alternativamente, los alcoholes se pueden sulfatar a los ésteres sulfatos usando SO3:
SO3  +  ROH   →    ROSO3H